# Wereldkampioenschappen karate 1984
De wereldkampioenschappen karate 1984 waren door de World Union of Karate-do Organizations (WUKO) georganiseerde kampioenschappen voor karateka's. De 7e editie van de wereldkampioenschappen vond plaats in het Nederlandse Maastricht van 21 tot 25 november 1984.

## Resultaten

### Kata
|       | Goud            | Zilver         | Brons                |
| ----- | --------------- | -------------- | -------------------- |
| Heren | Tsuguo Sakamoto | Masashi Koyama | Efthimios Karamitsos |
| Dames | Mie Nakayama    | Setsuko Takagi | Chu Mei-yuen         |

### Kumite
| Gewichtsklasse | Goud                | Zilver             | Brons                            |
| Heren          | Heren               | Heren              | Heren                            |
| -------------- | ------------------- | ------------------ | -------------------------------- |
| -60kg          | Dirk Betzien        | Nicola Simmi       | Isno Alberto Shinichi Hasegawa   |
| -65kg          | Ramon Malavé        | Ignacio Lugo       | Roel van Loon Marc Van Reybrouck |
| -70kg          | Jim Collins         | Gonzalo Rodriguez  | Cecil Hackett Felipe Hita        |
| -75kg          | Toon Stelling       | Javier Gomez       | Yorihisa Uchida Serge Serfati    |
| -80kg          | Pat McKay           | Otti Roethof       | Dudley Josepa Pino Sacchi        |
| +80kg          | Jerome Atkinson     | Claudio Guazzaroni | Marc Pyrée Massimo Di Luigi      |
| Open           | Emmanuel Pinda      | Patrice Ruggiero   | Vic Charles Jyri Kauria          |
| Team           | Verenigd Koninkrijk | Zweden             | Frankrijk Spanje                 |
| Dames          |                     |                    |                                  |
| -53kg          | Sophie Berger       | Anita Myhren       | Kim Friedl Catherine Girardet    |
| -60kg          | Tomoko Konishi      | Wang Kuei-yuan     | Beverly Morris Sari Nybäck       |
| +60kg          | Guusje van Mourik   | Yvette Bryan       | Kari Lunde Stine Nygård          |

1970 · 1972 · 1975 · 1977 · 1980 · 1982 · 1984 · 1986 · 1988 · 1990 · 1992 · 1994 · 1996 · 1998 · 2000 · 2002 · 2004 · 2006 · 2008 · 2010 · 2012 · 2014 · 2016 · 2018 · 2021